# Orthomorpha coarctata
Orthomorpha coarctata é uma espécie amplamente introduzida de milípede Polydesmida da família Paradoxosomatidae. Presume-se ser nativo do sudeste da Ásia, mas devido ao transporte por humanos ocorre em áreas tropicais e subtropicais em todo o mundo, incluindo as ilhas havaianas, as Índias Ocidentais, a costa do Golfo da América do Norte e as ilhas Galápagos.

## Descrição
Os machos variam de 14,5 a 20,5 mm de comprimento e 1,5 a 2,7 mm de largura, enquanto as fêmeas são um pouco maiores, variando de 16,5 a 27,5 mm de comprimento e 1,6 a 3,2 mm de largura. O. coarctata pode ser distinguido de Oxidus gracilis, outro milípede asiático amplamente introduzido, por ter paranotas proporcionalmente mais longas e pontiagudas (quilhas laterais) nos segmentos do meio do corpo e gonópodes mais longos (apêndices reprodutivos masculinos).
O. coarctata é o único dentro do gênero Orthomorpha em que os gonópodes têm uma ponta única e simples, enquanto outras espécies têm dois ou três lobos. Essa distinção levou alguns autores a colocar O. coarctata em um gênero monotípico separado, Asiomorpha.
- Anatomia de um indivíduo coletado na Tailândia
- Anatomia do macho (A-I) e fêmea (J-L)
- Gonópodos